# Good Girl Gone Bad: Reloaded
Good Girl Gone Bad: Reloaded é a reedição do terceiro álbum de estúdio da cantora barbadense Rihanna, intitulado Good Girl Gone Bad (2007). O seu lançamento ocorreu primeiramente em formato digital a 2 de junho de 2008 através da editora discográfica Def Jam Recordings. Editado para marcar o primeiro aniversário do disco original, inclui três novas faixas e um DVD com fotos e vídeos de bastidores exclusivos da digressão mundial The Good Girl Gone Bad Tour. A sua produção esteve a cargo de Brian Kennedy, Carl Sturken, Evan Rogers, Hannon Lane, J. R. Rotem, Ne-Yo, Neo Da Matrix, Shea Taylor, Stargate,Timbaland, Tricky Stewart, sendo que o novo material adicionou nomes como Mark Endert, Maroon 5, Mark Stent e Mike Elizondo.
Os membros da crítica fizeram geralmente análises positivas ao projeto, elogiando a estrutura e produção do novo material adicionado. Contudo, alguns dos analistas consideraram que apenas mais três temas não eram motivo para um relançamento. Após a sua edição, a reedição ajudou Good Girl Gone Bad a subir em várias tabelas musicais ao redor do globo. Na primeira semana nos Estados Unidos da América, segundo a Nielsen SoundScan, vendeu 63 mil cópias e fez subir a entrada original para sétimo lugar na Billboard 200. Na Nova Zelândia, o trabalho conseguiu chegar à quarta posição da lista que avalia os mais vendidos no país; além de ter sido certificado com platina pela Recording Industry Association of New Zealand (RIANZ) por mais de 15 mil unidades distribuídas.
A promoção de Reloaded consistiu na divulgação dos três novos registos, além de uma versão spanglish de "Hate That I Love You", substituindo o colaborador original Ne-Yo pelo cantor espanhol David Bisbal. "Take a Bow" e "Disturbia" conseguiram chegar à liderança da Billboard Hot 100, juntando o single "If I Never See Your Face Again" com a banda Maroon 5. Foram feitas várias interpretações ao vivo pela cantora em programas de televisão e cerimónias de entrega de prémios, como MTV Video Music Awards. Foram lançadas mais versões com faixas bónus, inclusive uma voltada maioritariamente para o mercado europeu e na qual foi feita a inclusão de mais uma canção inédita, "Cry".

## Antecedentes e lançamento
Rihanna começou a trabalhar no seu terceiro disco de originais, Good Girl Gone Bad, no final de 2006 até fevereiro de 2007. A maioria das canções foram gravadas nos estúdios Westlake Recording Studios, em Los Angeles, Califórnia, em paralelo com as sessões de gravação para o seu segundo álbum de estúdio, A Girl like Me. Para a produção do disco, a cantora trabalhou com alguns dos produtores que estiveram envolvidos em projetos anteriores, incluindo Evan Rogers e Carl Sturken, Ne-Yo, J. R. Rotem, Sean Garrett e o duo norueguês Stargate. Timbaland e will.i.am foram dois dos nomes com os quais a jovem colaborou pela primeira vez. Depois do seu lançamento, Good Girl Gone Bad atingiu sucesso comercial a nível global, alcançando a liderança da UK Albums Chart e a segunda posição na Billboard 200, além da aclamação por parte dos críticos especializados. O primeiro single do álbum, "Umbrella", alcançou a primeira posição em mais de vinte países, incluindo a Billboard Hot 100 dos Estados Unidos, onde permaneceu por sete semanas consecutivas.

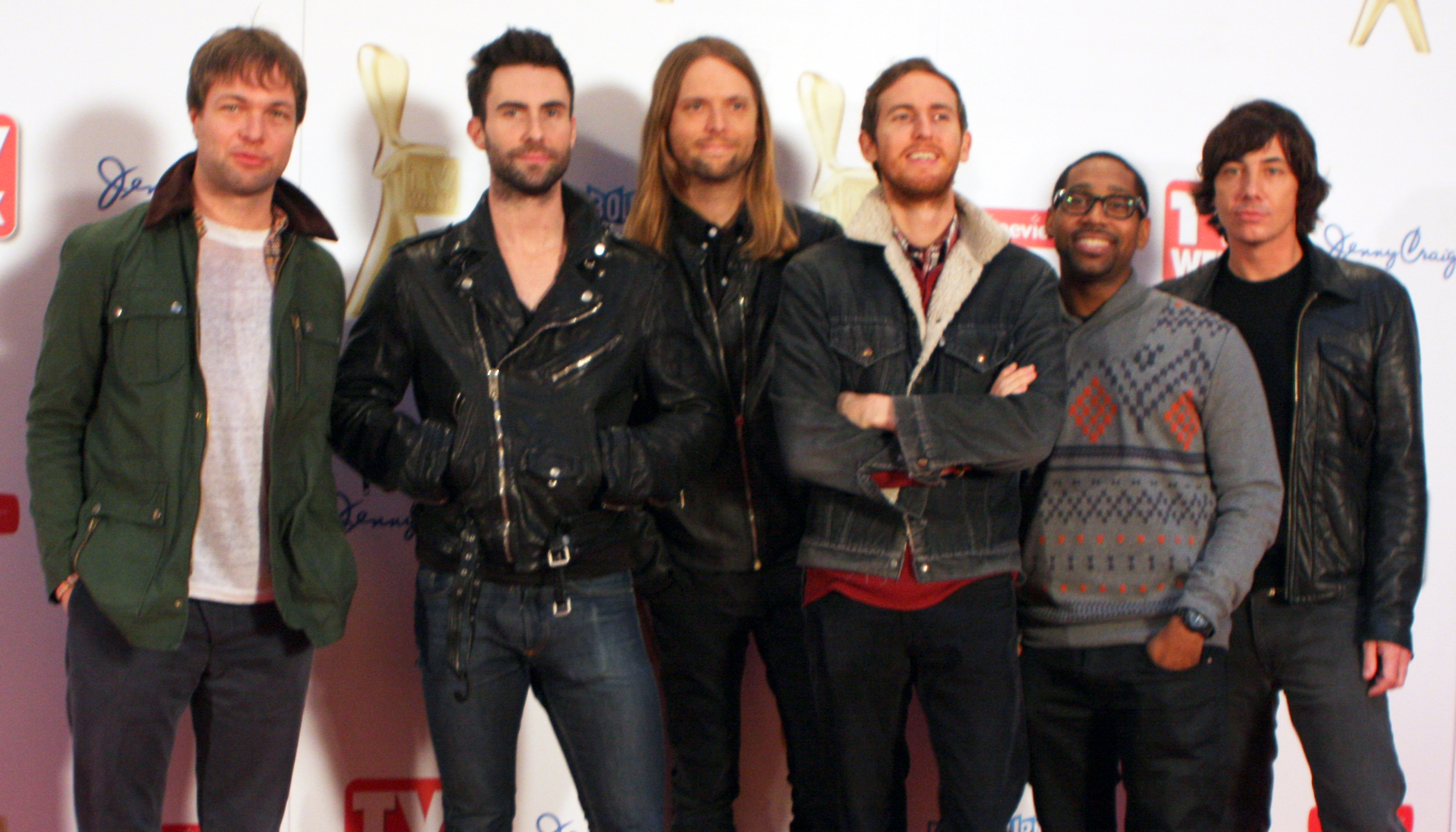
A banda Maroon 5 colaborou num dos temas de Good Girl Gone Bad: Reloaded.

No início de 2008, durante o programa de rádio On Air with Ryan Seacrest, Rihanna lançou uma nova canção intitulada "Take a Bow". Posteriormente, a MTV News informou que a faixa serviria como primeira faixa de trabalho de Good Girl Gone Bad: Reloaded, relançamento do terceiro álbum e concebido para marcar o seu primeiro aniversário. A cantora anunciou que, além de "Take a Bow", o projeto iria conter mais dois temas, sendo um deles um dueto com a banda norte-americana Maroon 5. Good Girl Gone Bad: Reloaded foi lançado digitalmente a 2 de junho de 2008 em alguns países, como a Austrália, Irlanda, Nova Zelândia, e o Reino Unido. Fisicamente, a sua edição ocorreu a 13 de junho na Alemanha, três dias depois em Portugal, dia 17 no Canadá, nos Estados Unidos e no Reino Unido. Um DVD que contém os bastidores da primeira digressão mundial da artista, The Good Girl Gone Bad Tour, foi incluído numa versão especial lançada no norte da América por tempo limitado. Para celebrar o relançamento, Rihanna organizou uma festa de promoção em Nova Iorque com a presença de diversas celebridades, incluindo LeToya Luckett, Teyana Taylor e Wynter Gordon.

## Singles
"Take a Bow" foi lançada como single de avanço da reedição e quinto no total contando com os dois lançamentos. A canção foi disponibilizada para venda através do sítio oficial da Def Jam Recordings a 14 de março de 2008, e publicada a 6 de Maio do mesmo ano na iTunes Store. Além de ter alcançado a liderança da Billboard Hot 100 dos Estados Unidos e tornar-se a terceira obra da cantora a conseguir tal feito, foi certificada com dupla platina pela Recording Industry Association of America (RIAA) pelos dois milhões de descargas digitais. Além da tabela musical norte-americana, a faixa também subiu à primeira posição de vendas em países como Canadá, Dinamarca Irlanda e Reino Unido.
A versão spanglish de "Hate That I Love You", com a participação de David Bisbal, foi editada a 28 de abril de 2008 como segundo foco de promoção em certos países como Argentina, Brasil e Espanha. O tema conseguiu alcançar a 37.ª posição da Spanish Singles Chart e permaneceu na mesma por duas semanas. "If I Never See Your Face Again", a colaboração com Maroon 5, foi lançada como terceiro single de Good Girl Gone Bad: Reloaded a 15 de maio de 2008 através do seu envio para as rádios. O seu vídeo musical foi dirigido por Anthony Mandler e gravado em Castaic, na Califórnia.
Na altura do relançamento do disco, Rihanna procurou L.A. Reid, o diretor da Def Jam Recordings, e sugeriu que queria lançar "Disturbia" como próxima faixa de trabalho. À MTV News, o também produtor musical revelou que tinha sido a primeira vez que a cantora tinha dito de sua vontade que queria escolher aquela canção: "Ela mostrou-me a canção. Foi aí que tomou o controlo da situação [...] Ela conhece o sucesso e sabe o que quer. Ela sabe o lugar onde quer estar". As rádios norte-americanas começaram a reproduzir a música a 17 de junho de 2008, sendo editada em CD single no Reino Unido a 22 de julho. O single obteve um desempenho comercial positivo ao conseguir liderar as tabelas musicais da Bélgica e Nova Zelândia, além de entrar na lista das dez mais vendidas de vinte países. Nos Estados Unidos, conseguiu permanecer durante duas semanas consecutivas na primeira posição da Hot 100, tornando-se no terceira obra de Good Girl Gone Bad e quarta de Rihanna a conseguir. Na cerimónia de 2009 dos NRJ Music Awards, "Disturbia" venceu na categoria "Chanson Internationale de L'Année".

## Divulgação
Para promover a reedição Good Girl Gone Bad, Rihanna atuou em vários programas de televisão e cerimónias de entrega de prémios. "Take a Bow" foi interpretada pela primeira vez em Toronto, no Canadá, durante os MuchMusic Video Awards a 15 de junho de 2008. Cinco dias depois, a cantora fez parte de uma série de concertos do talk-show Today ao interpretar novamente a música, em conjunto com "Umbrella" e "Don't Stop the Music". No dia 27 de junho, a jovem apareceu no programa FNMTV da MTV para interpretar "If I Never See Your Face Again", em conjunto com a banda Maroon 5. No mês seguinte, a versão spanglish de "Hate That I Love You", com David Bisbal, foi apresentada na sexta temporada do concurso de talentos espanhol, Operación Triunfo.
Durante a abertura dos MTV Video Music Awards de 2008, "Disturbia" foi cantada pela primeira vez. Juntamente com um batalhão de dançarinos, Rihanna apresentou-se num estilo gótico, com adereços de couro, e uma coreografia inspirada no vídeo musical de "Thriller". O tema voltou a ser interpretado a 19 de setembro de 2008, em França, durante o programa Star Academy. A cantora apresentou "Disturbia" também durante o Super Bowl XLIII em 2009, no ginásio desportivo Pepsi Center em Denver, Colorado. A atuação, acompanhada por um espetáculo pirotécnico que cobriu o palco, contou com demonstrações do tema "Seven Nation Army" do duo The White Stripes.

## Legado
Após o lançamento de Good Girl Gone Bad: Reloaded, as vendas do álbum original aumentaram em 930% - mais do que qualquer outro na história que não tenha estreado na Billboard 200. Em julho de 2010, tornou-se no terceiro projeto cujas canções tinham vendido mais cópias combinadas nos Estados Unidos, com 17 milhões e 81 mil unidades distribuídas ao todo, e ficando apenas atrás de The Fame Monster (2009) de Lady Gaga e The E.N.D (2009) de The Black Eyed Peas. Ao alcançar o número um na Billboard Hot 100, "Take a Bow" saltou da 53.ª posição devido às 267 mil cópias vendidas nessa semana. Na altura, a cantora entrou na história com o segundo tema que mais lugares subiu de uma vez na tabela musical, superada apenas por "Makes Me Wonder" (2007) da banda Maroon 5. Tornou-se ainda na terceira música da cantora a conseguir a maior semana de estreia em termos digitais; "Touch My Body" (2008) de Mariah Carey, com 286 mil descargas vendidas, liderava a lista e a segunda pertencia a "Umbrella", da própria Rihanna, com 277 mil unidades registadas na semana de 9 de junho de 2007. "Disturbia" foi o quarto single da intérprete a atingir o topo da Hot 100, empatando na época com Beyonce Knowles e Mariah Carey com maior número conseguido na década de 2000.

## Alinhamento de faixas
| N.º            | Título                                          | Compositor(es)                                                                         | Produtor(es)                                              | Duração |  |
| 1.             | "Umbrella" (com Jay-Z)                          | Christopher Stewart, Terius Nash, Kuk Harrell, Shawn Carter                            | Tricky Stewart                                            | 4:35    |  |
| 2.             | "Push Up on Me"                                 | J. R. Rotem, Makeba Riddick, Lionel Richie, Cynthia Weil                               | Rotem                                                     | 3:15    |  |
| 3.             | "Don't Stop the Music"                          | Tor Erik Hermansen, Mikkel S. Eriksen, Tawanna Dabney, Michael Jackson                 | Stargate                                                  | 4:27    |  |
| 4.             | "Breakin' Dishes"                               | Christopher Stewart, The-Dream                                                         | Stewart                                                   | 3:20    |  |
| 5.             | "Shut Up and Drive"                             | Evan Rogers, Carl Sturken, Stephen Morris, Peter Hook, Bernard Sumner, Gillian Gilbert | Rogers, Sturken                                           | 3:33    |  |
| 6.             | "Hate That I Love You" (com Ne-Yo)              | Shaffer Smith, Hermansen, Eriksen                                                      | Stargate, Ne-Yo(a)                                        | 3:39    |  |
| 7.             | "Say It"                                        | Riddick, Quaadir Atkinson, Ewart Brown, Clifton Dillon, Sly Dunbar, Brian Thompson     | Neo Da Matrix                                             | 4:10    |  |
| 8.             | "Sell Me Candy"                                 | Terius Nash, Makeba Riddick, Timothy Mosley                                            | Timbaland                                                 | 2:45    |  |
| 9.             | "Lemme Get That"                                | Nash, Mosley, Carter                                                                   | Timbaland                                                 | 3:41    |  |
| 10.            | "Rehab"                                         | Justin Timberlake, Mosley, Hannon Lane                                                 | Timbaland, Lane(a)                                        | 4:54    |  |
| 11.            | "Question Existing"                             | Smith, Shea Taylor, Carter                                                             | Taylor, Ne-Yo(a)                                          | 4:06    |  |
| 12.            | "Good Girl Gone Bad"                            | Smith, Hermansen, Eriksen, Lene Marlin                                                 | Stargate                                                  | 3:33    |  |
| 13.            | "Disturbia"                                     | Brian Seals, Chris Brown, Robert Allen, Andre Merritt                                  | Brian Kennedy                                             | 3:58    |  |
| 14.            | "Take a Bow"                                    | Smith, Hermansen, Eriksen                                                              | Stargate                                                  | 3:49    |  |
| 15.            | "If I Never See Your Face Again" (com Maroon 5) | Adam Levine, James Valentine                                                           | Mark Endert, Mike Elizondo, Mark Stent, Stewart, Maroon 5 | 3:18    |  |
| Duração total: | Duração total:                                  | Duração total:                                                                         | Duração total:                                            | 57:03   |  |

| Faixas bónus na Ásia |                                                              |                           |                    |         |  |
| N.º                  | Título                                                       | Compositor(es)            | Produtor(es)       | Duração |  |
| 16.                  | "Hate That I Love You (Cantonese Version)" (com Hins Cheung) | Smith, Hermansen, Eriksen | Stargate, Ne-Yo(a) | 3:41    |  |
| 17.                  | "Hate That I Love You (Mandarin Version)" (com Hins Cheung)  | Smith, Hermansen, Eriksen | Stargate, Ne-Yo(a) | 3:43    |  |
| Duração total:       | Duração total:                                               | Duração total:            | Duração total:     | 64:24   |  |

| Faixas bónus na Austrália, Irlanda e no Reino Unido |                                                 |                              |                                            |         |  |
| N.º                                                 | Título                                          | Compositor(es)               | Produtor(es)                               | Duração |  |
| 13.                                                 | "Cry"                                           | Hermansen, Eriksen           | Stargate                                   | 3:55    |  |
| 14.                                                 | "Disturbia"                                     | Seals, Brown, Allen, Merritt | Kennedy                                    | 3:58    |  |
| 15.                                                 | "Take a Bow"                                    | Smith, Hermansen, Eriksen    | Stargate                                   | 3:49    |  |
| 16.                                                 | "If I Never See Your Face Again" (com Maroon 5) | Levine, Valentine            | Endert, Elizondo, Stent, Stewart, Maroon 5 | 3:18    |  |
| Duração total:                                      | Duração total:                                  | Duração total:               | Duração total:                             | 60:58   |  |

| Faixas bónus na América Latina |                                                               |                              |                                            |         |  |
| N.º                            | Título                                                        | Compositor(es)               | Produtor(es)                               | Duração |  |
| 13.                            | "Hate That I Love You (Spanglish Version)" (com David Bisbal) | Smith, Hermansen, Eriksen    | Stargate                                   | 3:42    |  |
| 14.                            | "Disturbia"                                                   | Seals, Brown, Allen, Merritt | Kennedy                                    | 3:58    |  |
| 15.                            | "Take a Bow"                                                  | Smith, Hermansen, Eriksen    | Stargate                                   | 3:49    |  |
| 16.                            | "If I Never See Your Face Again" (com Maroon 5)               | Levine, Valentine            | Endert, Elizondo, Stent, Stewart, Maroon 5 | 3:18    |  |
| Duração total:                 | Duração total:                                                | Duração total:               | Duração total:                             | 60:42   |  |

Notas
- Nota a: Denota um co-produtor.
- "Push Up on Me" contém demonstrações de "Running with the Night", escrita por Lionel Richie e Cynthia Weil, e interpretada por Richie.
- "Don't Stop the Music" contém demonstrações de "Wanna Be Startin' Somethin'", escrita e interpretada por Michael Jackson, cuja também apresenta interpolações de "Soul Makossa", interpretada por Manu Dibango.
- "Shut Up and Drive" contém demonstrações de "Blue Monday", escrita e cantada por New Order (Stephen Morris, Peter Hook, Bernard Sumner e Gillian Gilbert).
- "Say It" contém demonstrações de "Flex", escrita por Ewart Brown, Clifton Dillon, Sly Dunbar e Brian Thompson, e interpretada por Mad Cobra.

## Desempenho nas tabelas musicais
| Tabela musical (2008)                            | Melhor posição |
| ------------------------------------------------ | -------------- |
| Alemanha - Media Control Charts[A]               | 7              |
| Áustria - Ö3 Austria Top 40[A]                   | 36             |
| Bélgica - Ultratop 50 (Flandres)[A]              | 62             |
| Bélgica - Ultratop 50 (Valónia)[A]               | 69             |
| Canadá - Canadian Albums Chart[A]                | 6              |
| Croácia - Hrvatska diskografska udruga           | 5              |
| Dinamarca - Hitlisten[A]                         | 4              |
| Estados Unidos - Billboard 200[A]                | 7              |
| Estados Unidos - Billboard R&B/Hip-Hop Albums[A] | 5              |
| Irlanda - IRMA[A]                                | 8              |
| Nova Zelândia - NZ Top 40 Albums                 | 4              |
| Países Baixos - Mega Album Top 100[A]            | 38             |
| Reino Unido - UK Albums Chart[A]                 | 12             |
| Suíça - Schweizer Hitparade[A]                   | 32             |

| Tabela musical (2008)            | Melhor posição |
| -------------------------------- | -------------- |
| Nova Zelândia - NZ Top 40 Albums | 22             |
| Suécia - Sverigetopplistan       | 85             |

| País          | Provedor | Certificação |
| ------------- | -------- | ------------ |
| Nova Zelândia | RMNZ     | Platina      |
| Suécia        | GLF      | Ouro         |

## Histórico de lançamento
| País           | Data                | Formato           | Editora discográfica |
| -------------- | ------------------- | ----------------- | -------------------- |
| Austrália      | 2 de Junho de 2008  | Descarga digital  | Def Jam              |
| Irlanda        | 2 de Junho de 2008  | Descarga digital  | Def Jam              |
| Nova Zelândia  | 2 de Junho de 2008  | Descarga digital  | Def Jam              |
| Reino Unido    | 2 de Junho de 2008  | Descarga digital  | Def Jam              |
| Alemanha       | 13 de Junho de 2008 | CD                | Universal            |
| Portugal       | 16 de Junho de 2008 | CD                | Universal            |
| Canadá         | 17 de Junho de 2008 | CD                | Universal            |
| Reino Unido    | 17 de Junho de 2008 | CD                | Mercury              |
| Estados Unidos | 17 de Junho de 2008 | CD, CD+DVD, vinil | Def Jam, SRP         |